# Ordine certosino

Lo stemma dell'Ordine: un globo sormontato da una croce e recinto da una cerchia di sette stelle

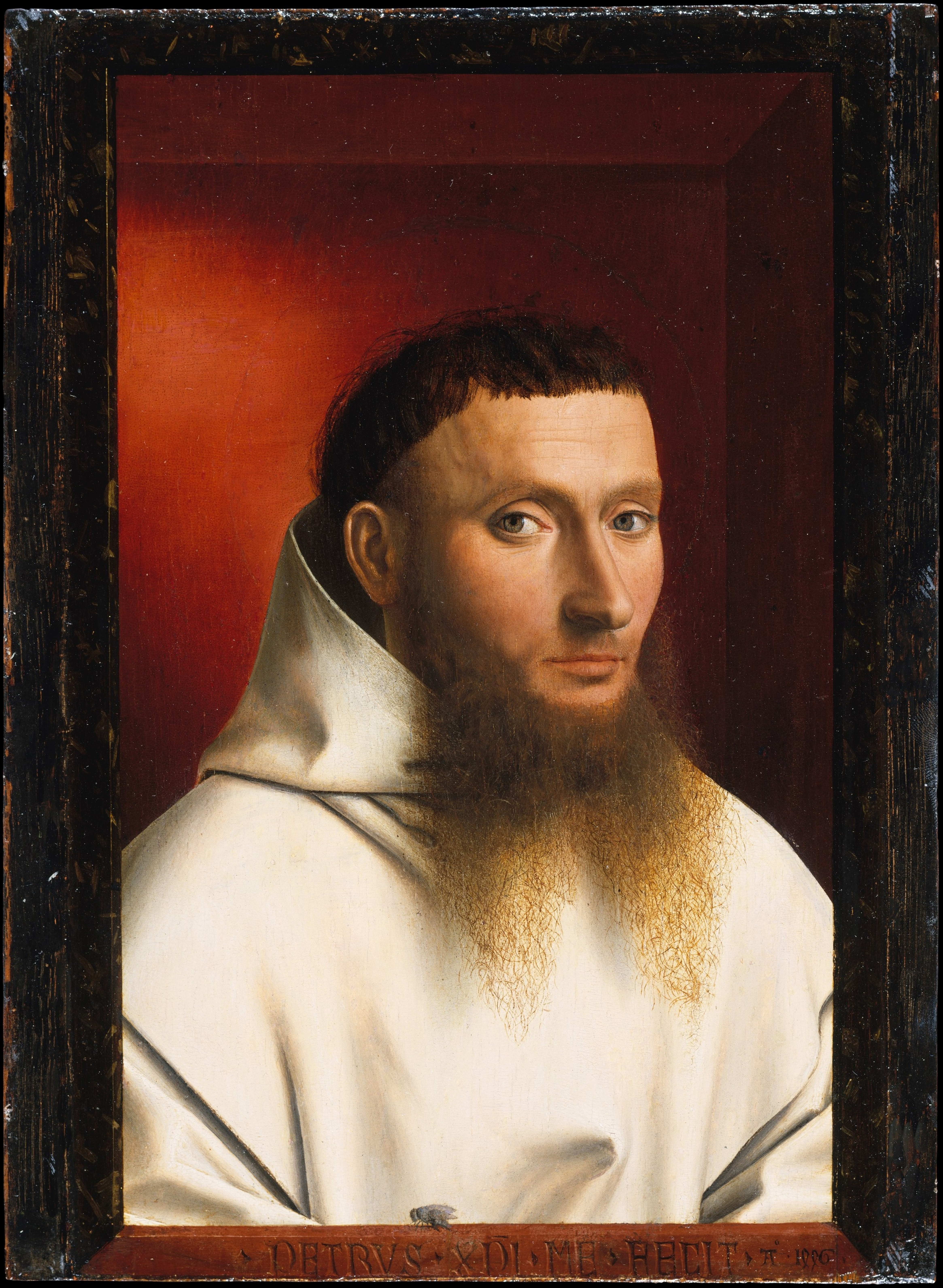
Petrus Christus, Ritratto di un certosino, Metropolitan Museum of Art, New York

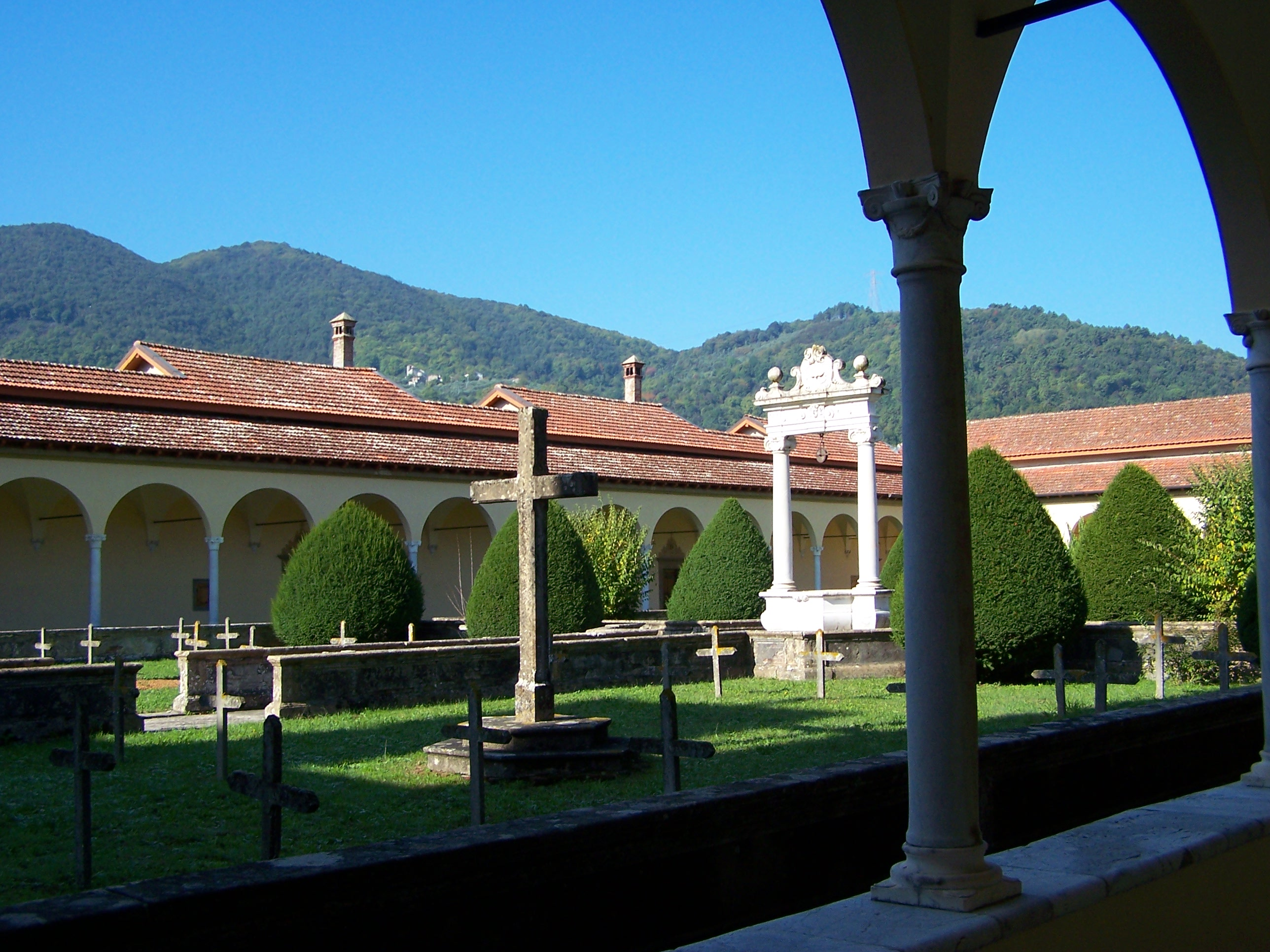
Certosa di Farneta

L'Ordine certosino (in latino Ordo cartusiensis, sigla O.Cart.) è uno dei più rigorosi ordini monastici della Chiesa cattolica. L'istituto è stato fondato da san Bruno nel 1084 nell'Isère, Francia, con la creazione del primo monastero, la Grande Chartreuse. Il motto dell'ordine è Stat Crux dum volvitur orbis (La Croce resta salda mentre il mondo gira).
Prende il nome dal Massiccio della Certosa (Massif de la Chartreuse) nelle prealpi francesi, dove san Bruno e sei compagni cercarono la solitudine per dedicarsi alla vita contemplativa. Fin dai primi tempi, si trova delineata la caratteristica della vita certosina: unione di uomini solitari che vivono in una piccola comunità.
Questa caratteristica si è conservata attraverso i secoli. I certosini sono dei "solitari riuniti come fratelli"; la comunità che formano è piccola a causa della loro scelta eremitica; tanto che si parla di "famiglia certosina". Questa si esprime in momenti particolari, soprattutto nella liturgia celebrata in comune, ma anche in occasione di incontri come le ricreazioni.
Al 31 dicembre 2015, l'ordine contava 17 monasteri detti certose e 286 monaci, 151 dei quali sacerdoti.

## Il priore
Alla guida delle singole certose è posto un priore, sottoposto al controllo del capitolo generale, che può deporlo, oltre che alla visita canonica da parte di visitatori dell'ordine ogni due anni. Il priore è coadiuvato nella sua attività da un vicario.
Il priore è il punto di riferimento per tutti i certosini.

## Conversi e donati
Tra i primi compagni di Bruno, quattro erano chierici e due erano laici; i primi furono ben presto detti "padri", i secondi fratelli o "conversi". Cercavano tutti l'unione con Dio nella solitudine, ma con modalità diverse.
La vocazione di converso, nata a metà dell'XI secolo, fu, in un primo momento, vista come una forma di vita religiosa destinata ad assistere la solitudine degli eremiti, senza, però, che i fratelli fossero essi stessi solitari. Agli inizi dell'ordine certosino, però, i fratelli proteggevano sì la solitudine dei padri, ma la loro stessa solitudine era a sua volta protetta dal fatto che vivevano all'interno del "deserto". Nei secoli la loro abitazione fu separata da quella dei padri; oggi, invece, abitano nello stesso monastero.
Ai conversi si sono aggiunti i "donati". All'inizio erano operai aggregati al monastero e tenuti solo ad alcune preghiere. Poi diventarono monaci, con abito e stile di vita simili a quelli dei conversi. Tuttavia essi non si vincolano con voti, ma "si donano" al monastero promettendo di servire Dio. I donati hanno proprie regole, meno vincolanti di quelle dei conversi: ad esempio, non sono tenuti a partecipare alle preghiere notturne.

### Il procuratore
Nella certosa, i fratelli formano un solo gruppo attorno a un monaco detto "procuratore". Fin dagli inizi dell'Ordine, uno dei monaci è incaricato dei fratelli: assegna i vari lavori e coordina l'attività dei conversi. Il procuratore può essere sia un padre sia un fratello converso. Il procuratore ha anche il compito dell'amministrazione temporale del monastero e ha il dovere di non far diffondere nella casa i "rumori del mondo", poiché il suo compito ha appunto lo scopo di permettere ai monaci di tendere alla contemplazione nel totale isolamento.

### La vita dei fratelli
I fratelli sono chiamati a cercare Dio nella solitudine e nel silenzio, ma la loro vita è meno rinchiusa nell'interno di una cella, perché devono assicurare lo svolgimento di compiti pratici che sono necessari per il buon andamento del monastero. I vari posti di lavoro sono chiamati "obbedienze".
La giornata dei fratelli comincia in "cella". Il fratello resta in cella da quando si alza sino alla Messa comunitaria. La cella è posta nel corpo dell'edificio, fuori dalla zona del chiostro; in genere è più piccola di quella dei padri e senza giardino.
All'ora della messa si incontrano in chiesa tutti i membri della comunità, monaci del chiostro, conversi e donati. Il fratello può partecipare alla celebrazione svolgendo alcune funzioni liturgiche o impegnandosi nel canto. Tornato in cella, il fratello recita l'ufficio previsto per quell'ora. Può scegliere sia di seguire i salmi proposti dai libri liturgici, sia di limitarsi più semplicemente a un certo numero di Padre Nostro e di Ave Maria.
Il resto del mattino i fratelli lo dedicano al lavoro. I compiti sono molteplici e ogni fratello deve spesso passare da un'attività a un'altra, primi fra tutti i lavori domestici. Il fratello lavora sia all'interno sia all'esterno dell'edificio, ma sempre nei limiti della clausura, salvo rare eccezioni, e il più possibile lavora da solo. L'Angelus, preghiera del mezzogiorno, segna la fine della mattinata. Dopo aver preso il portavivande con il suo pranzo, pranza e recita l'ufficio divino.
All'inizio del pomeriggio il fratello torna al lavoro, spesso diverso da quello del mattino, soprattutto in estate. Alla fine del pomeriggio il fratello rientra nella cella dove nel riposo e nel silenzio si dedica alla meditazione. Dopo la celebrazione dei Vespri in coro, può prendere un pasto leggero, tranne in Avvento e in Quaresima. Dopo aver recitato l'ultimo ufficio della giornata, si corica senza tardare troppo per essere riposato per la preghiera notturna.
A mezzanotte i fratelli partecipano all'ufficio di mattutino in solitudine. Secondo le circostanze partecipa o meno alle Lodi del mattino, poi ritorna in cella e si corica. Si alza una seconda volta qualche ora più tardi.
La domenica e nelle solennità i fratelli stanno maggiormente in cella. Sono anche per loro momenti forti della vita comunitaria: partecipano con i padri a tutti gli uffici in chiesa, al pranzo in refettorio e alla ricreazione comune. Infine, ogni mese hanno uno "spaziamento".

## Padri e fratelli

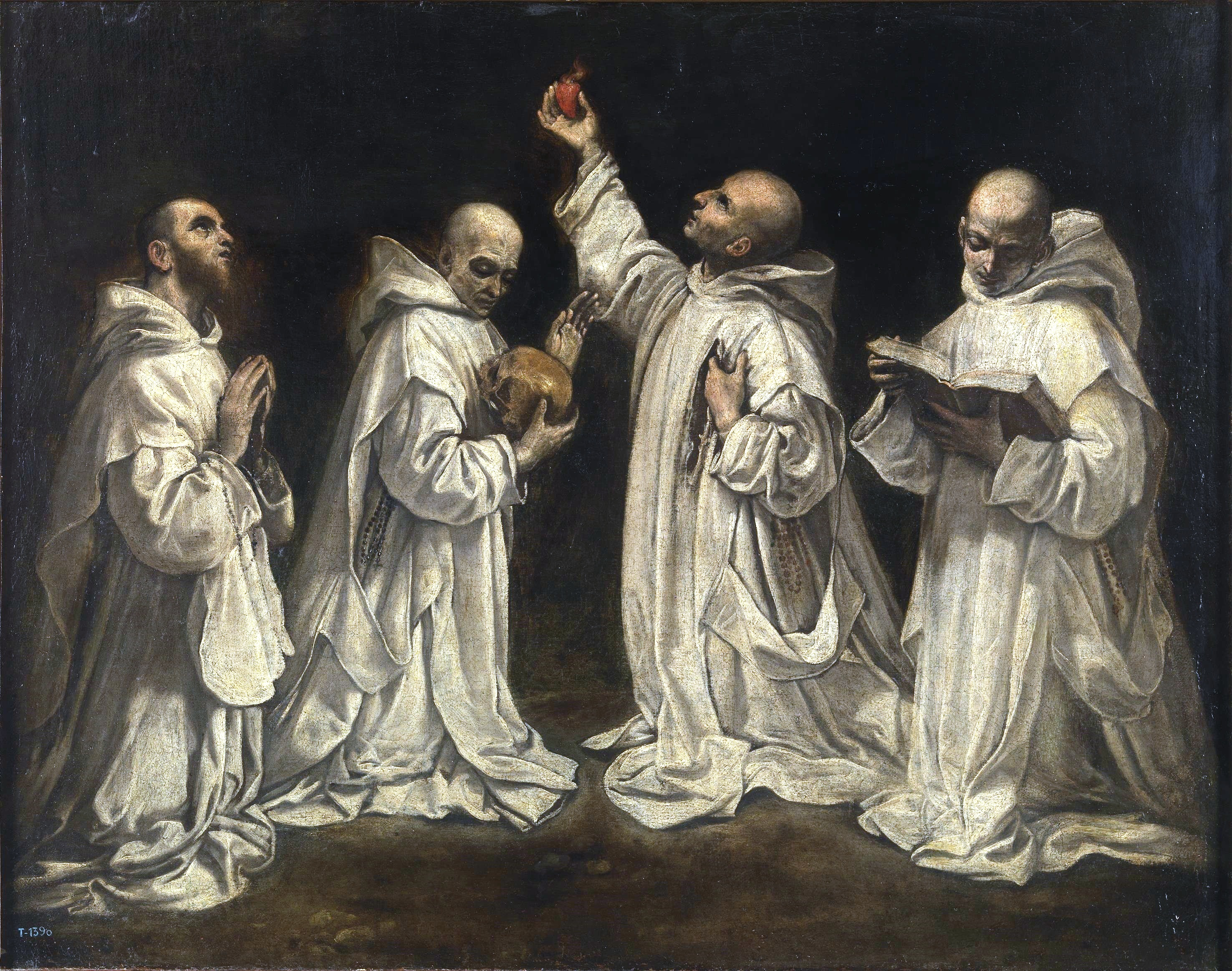
Rutilio Manetti, Visione di San Bruno, Madrid, Museo del Prado.

Le prime comunità certosine furono formate, come detto in precedenza, dall'unione dei padri e dei fratelli. La vita dei padri e quella dei fratelli sono nettamente differenti. I padri, o "monaci del chiostro", vivono nel silenzio della cella, sono sacerdoti o futuri sacerdoti. I fratelli, o "monaci laici", affiancano, alla vita di preghiera, il lavoro manuale in modo più rilevante di quello dei padri. Questi due generi di vita non costituiscono delle entità indipendenti: i padri e i fratelli hanno, infatti, in comune il medesimo carisma. Gli uni e gli altri manifestano le ricchezze della vita totalmente consacrata a Dio nella solitudine. Senza i fratelli, la vocazione dei padri non potrebbe mantenersi, ma allo stesso tempo la vocazione solitaria dei fratelli, minacciata dal contatto con l'esterno, non potrebbe persistere se non si appoggiasse all'assistenza spirituale dei padri. C'è dunque tra padri e fratelli uno scambio di servizi spirituali e materiali.

### La vita dei padri
Durante la settimana i padri si riuniscono tre volte al giorno in chiesa: per il Mattutino, per la messa conventuale e per i Vespri. Le domeniche, e i giorni di festa di una certa importanza, cantano in coro tutto l'ufficio, eccetto l'ora Prima e la Compieta, pranzano in refettorio e hanno una ricreazione nel pomeriggio. Infine escono in "spaziamento" una volta alla settimana.
Lo "spaziamento" è la passeggiata settimanale durante la quale si può parlare liberamente. Si svolge il primo giorno libero della settimana, di solito il lunedì. Dura tre o quattro ore. Si cammina normalmente in coppia, per favorire il confronto personale. Periodicamente ci si ferma per cambiare i gruppi.

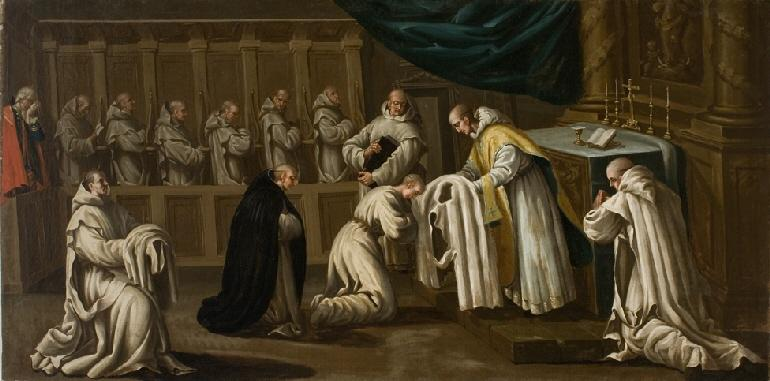
San Bruno impone l'abito ad un postulante, di Manuel Bayeu (Museo di Huesca)

In refettorio non si parla mai. Durante il pasto uno dei monaci legge dal pulpito. Si legge, soprattutto, la Sacra Scrittura oppure gli Statuti, opere relative alla festività del giorno o altre opere scelte dal priore.
Nell'Ordine certosino lo studio ha sempre avuto importanza, ma non è l'occupazione primaria per i monaci. I certosini si dedicano, soprattutto, allo studio della Sacra Scrittura e della teologia.
Il lavoro manuale procura ai padri la distensione fisica necessaria alla salute. È, però, anche un modo per partecipare umilmente alla condizione umana, come Cristo a Nazaret. I monaci lavorano da soli nella cella. Il loro lavoro, che deve essere veramente utile, consiste in occupazioni diverse, ma tutti si occupano di tenere in ordine la cella e il giardino e di tagliare la legna per l'inverno. Alcuni padri, come il sacrista o il bibliotecario, hanno mansioni specifiche. Gli altri, invece, svolgono lavori di artigianato.
Secondo la tradizione certosina, il "monaco del chiostro" ricerca la solitudine della cella per cercarvi Dio. La cella è un porto sicuro dove regnano la pace, il silenzio e la gioia. Se sono diversi i compiti ai quali il monaco si dedica durante la giornata, tutta la sua esistenza deve essere una preghiera continua.

### La giornata del "monaco del chiostro"
La giornata del monaco è uguale per tutto l'anno. Il monaco impara così a vivere al ritmo lento delle stagioni e dei tempi liturgici.
All'interno dell'orario settimanale la vita del monaco certosino può assumere forme assai differenti, soprattutto grazie ai diversi modi di preghiera e di contemplazione ai quali si può dedicare.

### La santa messa
La celebrazione eucaristica viene concelebrata solo per avvenimenti importanti della vita conventuale, la domenica e le più grandi feste liturgiche. Gli altri giorni, la messa è celebrata secondo l'antica usanza certosina: all'altare vi è un solo celebrante; la preghiera eucaristica è pronunziata a bassa voce; i monaci partecipano con il canto, la preghiera interiore e la comunione. I monaci ricevono, disposti in cerchio attorno all'altare, la comunione dalla divisione di una sola ostia e bevendo dallo stesso calice. In un altro momento della giornata ogni monaco sacerdote celebra la messa in una cella.

### Il rito certosino
Fin dai tempi di san Bruno i certosini hanno adattato il rito latino alle loro particolari esigenze eremitiche. Papa Paolo VI, nella sua lettera indirizzata al Ministro generale dei certosini nel 1971 dichiara: «... la Sede Apostolica non ignora che la liturgia dei monaci solitari dev'essere adattata al loro genere di vita, dev'essere tale cioè che in essa abbiano prevalenza il culto interiore e la meditazione del mistero, che si nutre d'una fede viva».
In seguito al Concilio Vaticano II i certosini hanno introdotto alcune modifiche nella loro liturgia. Tra le particolarità del rito certosino vi sono: il rito dell'offertorio con la preparazione del calice che avviene prima della messa, la prostrazione dopo la consacrazione e l'assenza della benedizione a fine messa. Queste peculiarità sono dovute anche al fatto che nessun estraneo è ammesso in un monastero certosino, se non per verificare la propria volontà di aderire all'ordine.
Il canto liturgico certosino, inoltre, pur non essendo molto differente dal canto piano gregoriano, risulta molto più semplice. Il repertorio certosino ignora sequenze, tropari e altre composizioni troppo difficili da eseguire. Gli Statuti certosini, del resto, non permettono alcuno strumento musicale.

## La Grande Chartreuse

### La casa madre

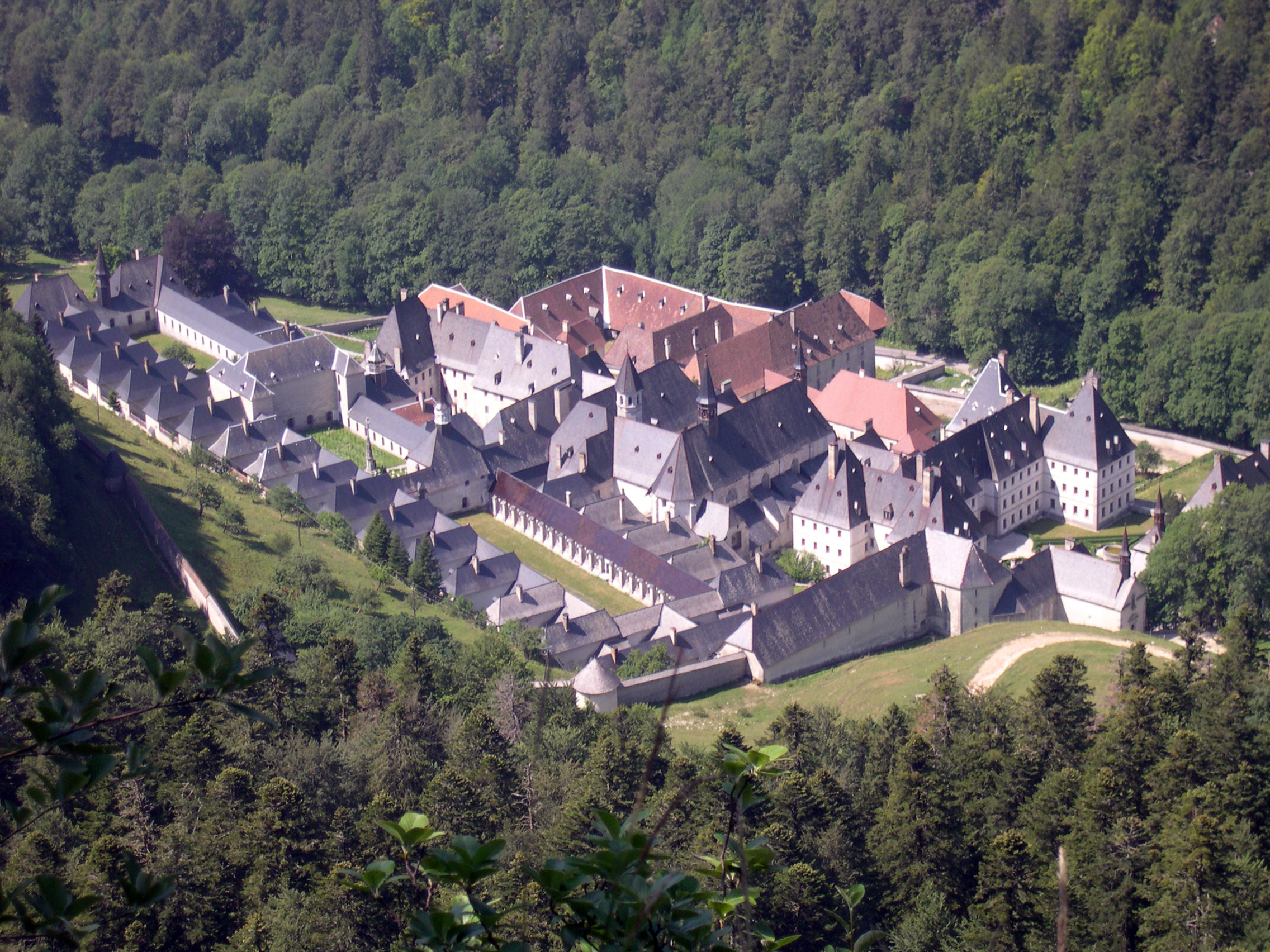
Il monastero della Grande Chartreuse

Il monastero della Grande Chartreuse è la casa madre dell'ordine dei certosini e si trova nelle Alpi francesi, nel comune di Saint-Pierre-de-Chartreuse.
Come primo insediamento dell'ordine, esso è il prototipo dello spazio monastico certosino.
Il priore della Grande Chartreuse è la massima autorità dell'Ordine ed è anche chiamato "Ministro generale dell'Ordine certosino".

### Certose attive in Italia
Maschili:
- Certosa di Farneta
- Certosa di Serra San Bruno

Femminili:
- Certosa della Trinità

### Altre Certose in Italia
- Certosa di Catania
- Certosa di Firenze
- Certosa di San Giacomo Capri
- Certosa di Milano
- Certosa di Ferrara
- Certosa di Genova[4][5]
- Certosa di Bologna
- Certosa di Mantova
- Certosa di Padula o Certosa di San Lorenzo
- Certosa di Parma
- Certosa di Pavia
- Certosa di Pisa
- Certosa di San Martino Napoli
- Certosa di Savona
- Certosa di Trisulti
- Certosa di Pesio
- Certosa di Vedana
- Certosa di Vigodarzere
- Certosa di Casotto